# Dvorac Raudonė
Dvorac Raudonė se nalazi u istoimenom gradu u Litvi. Gradnja dvorca je počela krajem 16. stoljeća. Vlasnik dvorca u 16. stoljeću bio je Sigismund II August. Novi dvorac izgrađen je na ruševinama starog dvorca njemačkih vitezova. Dvorac je od tada mnogo puta renoviran.

## Vanjske poveznice
|  | Zajednički poslužitelj ima još gradiva o temi Dvorac Raudonė |